# جيمي لويس
جيمي لويس (3 أكتوبر 1967 في المملكة المتحدة - ) (بالإنجليزية: Jimmy Lewis)‏ هو لاعب كريكت بريطاني. لعب مع Norfolk County Cricket Club ‏.

## وصلات خارجية
- جيمي لويس على موقع إي آس بي آن كريك إنفو (الإنجليزية)